# Smolenice
Smolenice (allemand : Schmollnitz ) est un village de Slovaquie situé dans la région de Trnava.

## Histoire
Première mention écrite du village en 1256.

## Démographie

### Évolution de la population
| Année:               | 1994. | 2004.   | 2014.   | 2024.   |
| -------------------- | ----- | ------- | ------- | ------- |
| Nombre de personnes: | 3211  | 3235    | 3358    | 3228    |
| Différence:          |       | +0,74 % | +3,80 % | -3,87 % |

| Année:               | 2023. | 2024.   |
| -------------------- | ----- | ------- |
| Nombre de personnes: | 3242  | 3228    |
| Différence:          |       | -0,43 % |

## Personnalités
- Štefan Banič (1870-1941), constructeur et inventeur slovaque d'une sorte de parachute.